# Hancockia uncinata
Hancockia uncinata é uma espécie de molusco pertencente à família Hancockiidae.
A autoridade científica da espécie é Hesse, tendo sido descrita no ano de 1872.
Trata-se de uma espécie presente no território português, incluindo a zona económica exclusiva.